# وعلان شليبني
وعلان شليبني (الاسم العلمي:Commelina schliebenii) هو نوع من النباتات يتبع جنس الوعلان من الفصيلة الوعلانية.